# Людвік Варинський
Людвік Тадеуш Варинський (24 вересня 1856 р. с. Мартинівка, Канівський район, Україна — 2 березня 1889 р. Шліссельбург, Росія) — один з головних діячів та ідеологів польського соціалістичного руху.

## Біографія

### Дитинство
Народився в 1856 році в селі Мартинівка. З 1865 року Варинський навчається в Білоцерківській гімназії, а далі з 1871 в Технологічному інституті Петербурга. Саме під час навчання він вперше зацікавився соціалізмом, та вступив до польської молодіжної соціалістичної організації «Польська Соціалістична Молодь». В 1875 році брав активну участь у студентських бунтах, які спалахнули в Петербурзьких університетах, за що згодом і був покараний шляхом виключення з інституту. Після придушення бунтів його було додатково піддано річному поліцейському дозору. За цей час Варинський активно вивчав соціалістичну літературу, та все ж таки зміг довчитися самостійно.

### Початок революційної діяльності
Після переїзду до Варшави у 1876 році розпочав створення перших соціалістичних робітничих гуртків в Королівстві Польському. В Польщі Варинський продовжив навчання і Пулавському інституті сільського господарства та лісництва, але попри переїзд до Пулав Варинський часто відвідував своїх варшавських товаришів та слідкував за розвитком соціалістичного руху в Варшаві. Паралельно з навчанням Варинський був головним редактором газети «Пролетаріат», а також і інших друкованих газет лівого спрямування, а саме «Світанку» та «Рівності». В 1878 році знову переїхав до Варшави, де влаштувався на роботу слюсарем на одній з фабрик. Був одним із співавторів першої соціалістичної програми, але у зв'язку з його розшуком царською поліцією був змушений вже вкотре покинути Варшаву.
В 1882 році Варинський у Вроцлаві створив партію «Пролетаріат», очолив її та написав програму партії.

### Арешт та смерть
Людвиг Варинський був арештований 28 вересня 1883 року. Згодом Варинський був доставлений до варшавської цитаделі, де чекав 2 роки на розстріл, але 20 грудня 1885 року був помилуваний, проте суд на заміну смертної кари присудив 16 років каторги. На каторгу його було вислано до Шліссельбургу, де 2 березня 1889 року у віці 33 років він і помер від туберкульозу.

## Пам'ять
На центральному корпусі БНАУ, в частині якого розміщувалась Білоцерківська гімназія поміщено пам'ятну дошку Варинському.

Пам'ятна дошка у Білій Церкві, на корпусі БНАУ